# Jefferson County (Ohio)
 For alternative betydninger, se Jefferson County. (Se også artikler, som begynder med Jefferson County)
Jefferson County er et county i den amerikanske delstat Ohio. Amtet ligger i den østlige del af delstaten og grænser op til Columbiana County i nord Belmont County i sydHarrison County i sydvest, Carroll County i nordvest. Amtet grænser også op imod delstaten West Virginia i øst.
Jefferson Countys totale areal er 1.064 km² hvoraf 3 km² er vand. I 2000 havde amtet 73.894 indbyggere.
Amtets administration ligger i byen Steubenville.
Amtet blev grundlagt i 1797 og er opkaldt efter vicepræsident Thomas Jefferson, som senere blev USA's tredje præsident. 

## Demografi
Ifølge folketællingen fra 2000 boede der 73,894 personer i amtet. Der var 30,417 husstande med 20,592 familier. Befolkningstætheden var 70 personer pr. km². Befolkningens etniske sammensætning var som følger: 92.49% hvide, 5.68% afroamerikanere.
Gennemsnitsindkomsten for en hustand var $30,853 årligt, mens gennemsnitsindkomsten for en familie var på $38,807 årligt.
40°23′N 80°46′V / 40.38°N 80.76°V